# Стеббинс (аэропорт)
Аэропорт Стеббинс (англ. Stebbins Airport), (ИАТА: WBB, FAA LID: WBB) — государственный гражданский аэропорт, расположенный в населённом пункте Стеббинс (Аляска), США.

## Операционная деятельность
Аэропорт Стеббинс занимает площадь в 45 гектар, расположен на высоте 4 метров над уровнем моря и эксплуатирует одну взлётно-посадочную полосу:
- 5/23 размерами 914 x 18 метров с гравийным покрытием.